# كيرميت أوليفر
كيرميت أوليفر (بالإنجليزية: Kermit Oliver)‏ هو رسام أمريكي، ولد في 14 أغسطس 1943 في ريفيوجيو في الولايات المتحدة.